# Telefriuli
Telefriuli è una rete televisiva italiana regionale, di tipo generalista, che diffonde il proprio segnale su tutta la regione autonoma Friuli-Venezia Giulia. L'emittente ha sede a Tavagnacco, in Via Nazionale 120, periferia nord della città di Udine.

## Storia

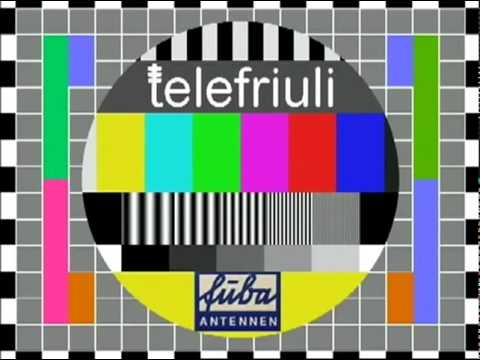
Il monoscopio di Telefriuli

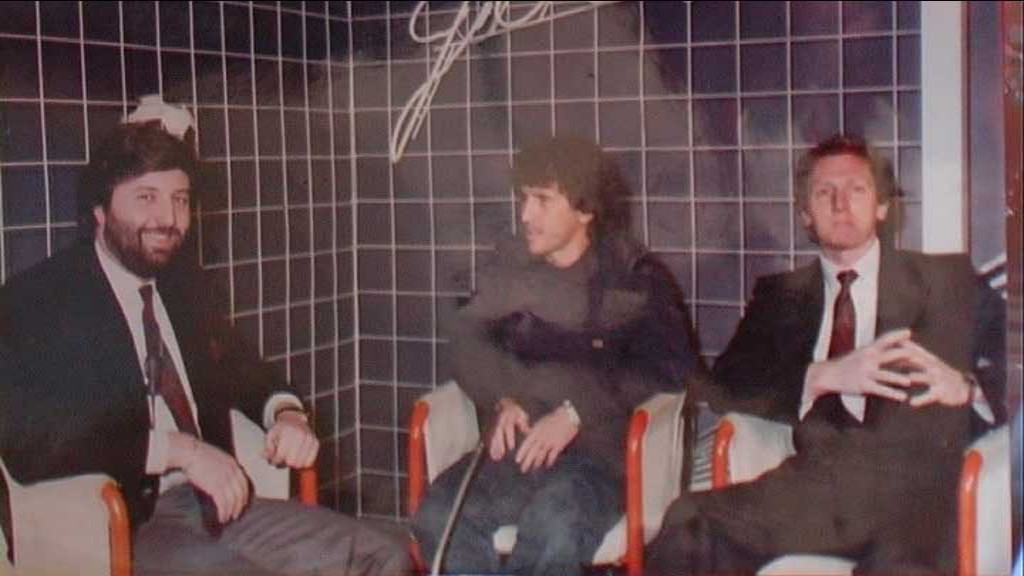
Al centro dell'immagine Arthur Antunes Coimbra Zico, negli studi di Telefriuli, intervistato da Carlo Casarsa e Franco Terenzani

Nel 1977 tramite una telecamera in bianco e nero viene diffusa un'immagine fotografica del Castello di Udine con la scritta Telefriuli. Partivano così le trasmissioni sperimentali della nuova emittente che irradiava il suo segnale sul canale UHF 51.
Il 4 febbraio 1978 iniziano ufficialmente le trasmissioni di Telefriuli  finanziate dall'Associazione Industriali di Udine il cui presidente era Luigi Micheli.
La prima sede dell'emittente era in via Padre Scrosoppi a Udine per poi passare in via Chinotto e alla fine degli anni '80 passò, congiuntamente alla redazione, nell'attuale di via Nazionale a Tavagnacco sotto la presidenza di Carlo Burgi. Il primo direttore è stato Walter Latona. Telefriuli è tra le prime dieci emittenti televisive private più seguite in Italia.
Nel 1979 l'emittente dal bianco e nero passa al colore. Negli anni la tv passa di mano tra varie società.
Nel 1982 Telefriuli vince il Telegatto di Tv Sorrisi e Canzoni per il programma dedicato ai ragazzi “Pon nel paese di cantafavola” la cui regia era affidata a Linda Brunetta.

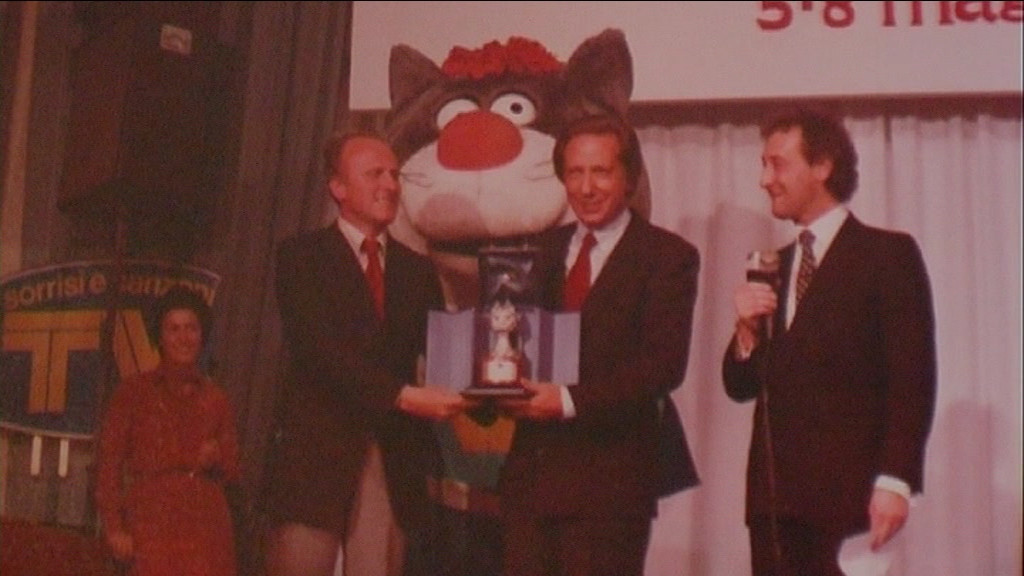
Mike Bongiorno consegna il Telegatto vinto da Telefriuli nel 1982

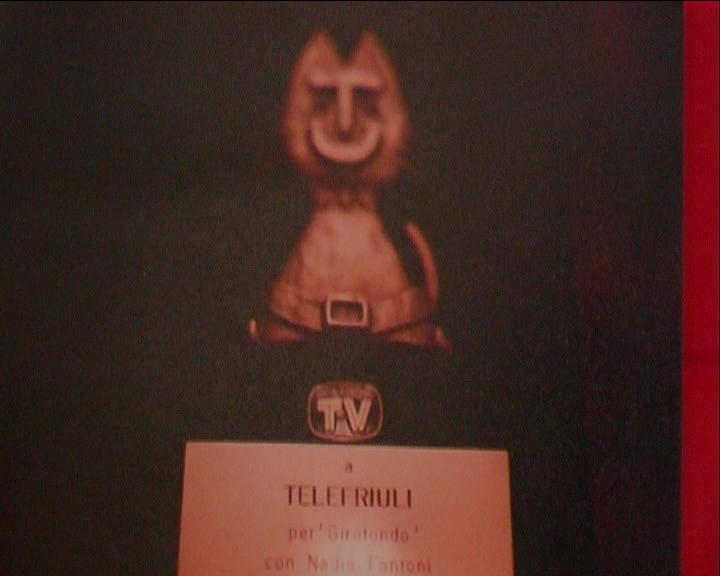
Il Telegatto vinto nel 1982 da Telefriuli

Tra il 1983 e il 1985 l'emittente trasferisce la sua sede in via Caboto n.15 a Udine.
Il 1º gennaio 1987 cambia l'editore, da questa data sarà l'industriale manifatturiero Carlo Burgi.
Il 1º maggio 1989 viene inaugurata la nuova sede in via Nazionale a Tavagnacco e con l'occasione nasce una seconda rete chiamata “Friuli Tv”. La rete aderisce alla syndication Cinquestelle conservando però una fascia di programmazione autonoma. Fra tutte le emittenti del circuito Cinquestelle e di altre syndication, Telefriuli si distingue per il maggior numero di trasmissioni autoprodotte. In questo periodo il direttore è Renzo Luzzi Conti.
Nel 1995 Telefriuli aderisce alla syndication “Retenord” a seguito del passaggio societario ad un gruppo di industriali di Udine, Padova, Trieste e al gruppo editoriale de “La Gazzetta di Mestre”.
Nel 2001 è stata acquistata per il 51% dalla Società Editrice Padana, editrice del quotidiano Il Gazzettino a sua volta controllato dalla Caltagirone Editore.
Nel 2003 Telefriuli è la prima emittente regionale italiana a mandare in onda una gara di Coppa Uefa dall'estero (Bayer Leverkusen-Udinese) ottenendo i diritti per tutta l'Italia.
Nel 2006 con il passaggio al DTT (digitale televisivo terrestre) ha iniziato a trasmettere in isofrequenza su tutto il Friuli-Venezia Giulia (inizialmente sul canale 45 UHF) con la numerazione LCN 11 in definizione standard (SD), 511 in alta definizione (HD). Il mux di Telefriuli contiene il canale Telefriuli archivio (trasmissioni di successo del passato), inoltre come fornitore di contenuti diffonde i programmi dell'emittente privata carnica VTC VideoTeleCarnia (canale 690).
Dal settembre 2014 l'emittente cambia editore. Esce dal gruppo “Caltagirone Editore” e viene rilevata dalla cordata friulana composta da Danieli, Calligaris, Pmp Pro-Mec e Confindustria Udine.
Con la nuova proprietà, la sede, la regia e gli studi di registrazione vengono ristrutturati e al suo interno vengono trasferite la redazione del settimanale Il Friuli e la struttura della concessionaria pubblicitaria Euronews, con cui inizia a formare il gruppo denominato 'Mediafriuli'. Il 5 settembre 2016, Telefriuli rinnova anche il logo modificando la storica 'T' a forma di antenna e il suo colore, che da azzurro diventa rosso corallo, con il passaggio alla nuova frequenza 46 UHF, inizia a essere trasmessa sia in Pal che in HD (1080i) sul canale 11 e 511 del digitale terrestre, novità assoluta sulla Penisola per un'emittente privata locale.
L’8 novembre 2019, con il subentro di Alfonso Di Leva a Massimo De Liva nel ruolo di amministratore delegato e direttore editoriale, vengono diffusi anche i dati Auditel dell'emittente che a settembre 2019 raggiunge i 75.000 contatti.

## Telegiornali
Realizza TG FVG (telegiornale del Friuli-Venezia Giulia) in diretta ogni giorno dal lunedì alla domenica:
- 07.00 ORE 7 dal lunedì al venerdì
- 11.30 TG FLASH dal lunedì al venerdì
- 12.30 TELEGIORNALE F.V.G. dal lunedì al venerdì
- 12.45 A VOI LA LINEA dal lunedì al venerdì
- 16.30 TG FLASH dal lunedì al venerdì
- 17.30 TG FLASH dal lunedì al venerdì
- 19.00 TELEGIORNALE dal lunedì alla domenica
- 20.45 TELEGIORNALE PORDENONE dal lunedì al venerdì
- 23.45 TELEGIORNALE F.V.G. dal lunedì alla domenica

La redazione giornalistica TG FVG cura anche 'Focus', speciali di apprendimento su tematiche e personaggi di rilievo della regione.

## Programmi autoprodotti attuali
- Acqua in bocca
- Bekér - ospite in cucina
- Bianconero
- Camminando per il nostro Friuli
- Che aria tira
- Community FVG
- Edicola Friuli
- Effe motori
- Elettroschock
- FriulEconomy
- Friuli in giallo
- Giochi d'Estate
- Happy Hour
- Il campanile della domenica
- Il punto
- Impresa lavoro
- Isonzo news
- Le peraule de domenie
- Lo sapevo! (quiz con le Pro Loco della regione)
- Lo scrigno
- Maman (spazio per i più piccoli)
- Medicina Friuli
- MeteoWeekend
- MilleVoci
- Momenti di storia
- Pit stop, motori in FVG
- Replay
- Sentieri natura (montagna friulana sul piccolo schermo)
- Sorridi a tevola
- Speciale Sport
- Start atletica leggera in regione
- TeleFriuli estate
- Terzo grado
- Trigeminus Tv
- Un pinsir par vue

## Programmi autoprodotti del passato
- Agricoltura
- Aria di festa (cori, gruppi musicali e balli folkloristici della regione)
- Bellezza (rubrica) con Carla Tosatto
- Bianco e Nero (programma sportivo)
- Buinesere Friûl (spettacolo di giochi popolari)
- Caccia al 13 (varietà sportivo)
- Caric e briscule (varietà, giochi, quiz e gara di briscola tra paesi)
- Che combinazione (quiz) con Patricia Pilchard
- Cristianesimo oggi (religione)
- Cucina economica
- Dry Vin
- È tempo di artigianato (a cura dell'Unione Artigiani del Friuli Venezia Giulia)
- Fogolar 3 (torneo fra comuni del Friuli)
- Fun.Date (trasmissione estiva dedicata ai giovani)
- Friuli Giorno (notiziario regionale del giorno)
- Friuli Sera (notiziario regionale della sera)
- Friuli Sport (programma di sport)
- Friuli Notte (notiziario regionale della notte)
- Friulindance
- Iceberg (trasmissione sportiva)
- Il fatto della settimana
- Il Fogolâr (gioco a squadre fra le scuole secondarie della regione)
- Il giocotto (quiz)
- Il Palio
- Il Sindaco e la sua Gente
- In cucina con Ave (programma di cucina)
- Ingresso libero
- Joibe furlane (giochi e intrattenimento tra paesi della regione)
- La posta di Candy e Terence (programma per ragazzi. Lettura della corrispondenza dei ragazzi della regione indirizzata a Candy Candy e Terence presso TeleFriuli).
- Goal (programma sportivo)
- Guarda dove vai (gioco, spettacolo)
- Momento dello spirito (religione)
- Mondo rurale
- Motore (rubrica)
- Notizie Scuola (notizie dalle scuole)
- Noi e l'ignoto
- P Greco (programma per bambini)
- Panorama (arte e cultura)
- Pon nel paese di cantafavola (programma per ragazzi con il clown Pon)
- Problemi di u Paese. Ritratto di un Paese
- Regione verde (agricoltura)
- Sanità oggi (medicina)
- Sette sere con noi
- Settimana in Tv
- Si e No (mercatino telefonico)
- Sporting (rubrica sportiva della domenica)
- Stars parade
- Superclassifica Show (musicale)
- TeleFriuli Sport (settimanale sportivo)
- Tre Zeta special (sportivo)
- Una sagra
- Vivere meglio, il medico in casa
- Zebretta special (rotocalco sportivo dedicato all'Udinese)
- 6+ Sufficienza Sicura (tg condotto da studenti delle scuole superiori)

## Conduttori del passato
- Franco Terenzani
- Franco Berraro
- Claudio Brugnetta
- Carlo Casarsa
- Beppino Lodolo
- Lucio Belviso
- Gigi Mestroni (alias Tittiliti)
- Anna Maria Cocco
- Marco Cucimeri
- Carla De Marc
- Nevio Ferraro
- Pippo Franco
- Helenio Herrera
- Claudio Lippi

- Sandra Milo
- Antonella Modestini
- Ave Ninchi
- Lorenzo Petiziol
- Max Petri
- Patricia Pilchard
- Paolo Pittaro
- Orlando Portento
- Memo Remigi
- Franca Rizzi
- Maurizio Seymandi
- Enzo Driussi
- Dora Vaccaroni
- Dario Zampa

## Annunciatrici
- Isabella Gregoratto
- Nadia Fantoni

## Ascolti
| Anno | Mesi    | Mesi     | Mesi    | Mesi    | Mesi    | Mesi   | Mesi    | Mesi    | Mesi      | Mesi    | Mesi     | Mesi     | MEDIA TELESPETTATORI |
| ---- | ------- | -------- | ------- | ------- | ------- | ------ | ------- | ------- | --------- | ------- | -------- | -------- | -------------------- |
| #### | Gennaio | Febbraio | Marzo   | Aprile  | Maggio  | Giugno | Luglio  | Agosto  | Settembre | Ottobre | Novembre | Dicembre |                      |
| 2014 | 103.241 | 104.251  | 96.928  | 107.674 | 108.063 | 99.456 | 103.472 | 113.159 | 111.229   | 115.419 | 124.849  | 119.511  |                      |
| 2015 | 118.141 | 108.626  | 108.988 | 112.881 | 99.850  | 93.653 | 92.401  | 105.092 | 102.873   | 90.105  | 88.677   | 95.716   |                      |
| 2016 | 94.646  | 91.507   | 76.928  | 62.915  | 81.510  | 79.525 | 70.332  |         |           |         |          |          |                      |

## Loghi

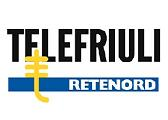
logo in uso dal 1995 al 2001
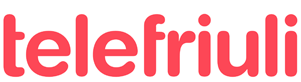
logo in uso dal 5 settembre 2016